# Sheila Darcy

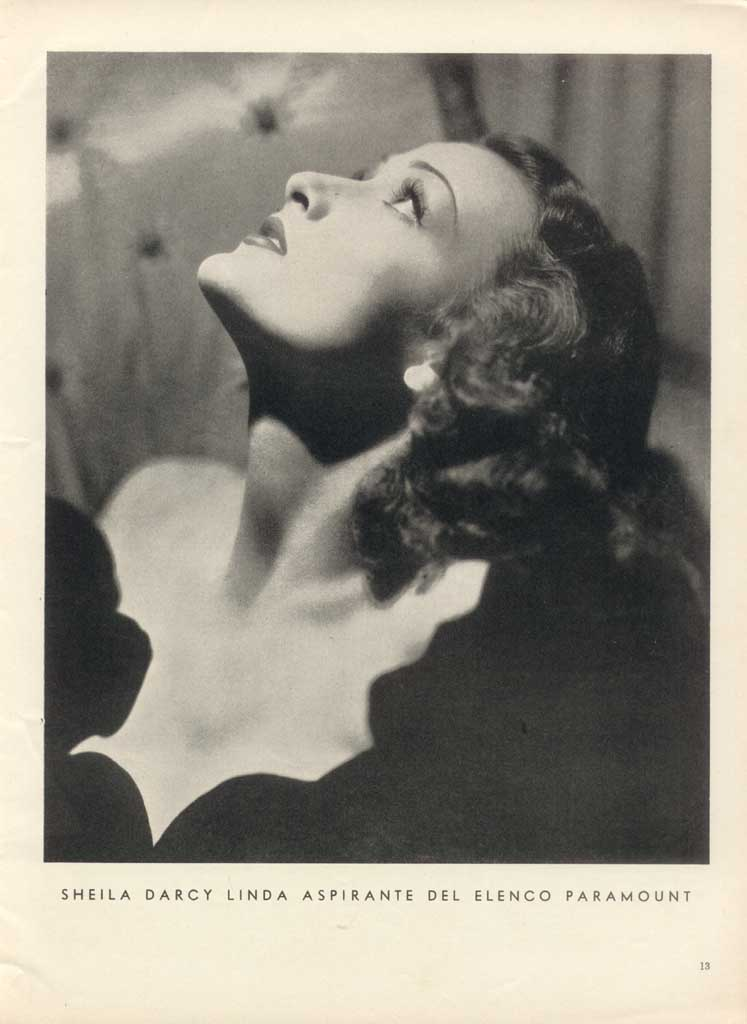
Sheila Darcy (1939)

Sheila Darcy (* 8. August 1914 in York, Pennsylvania als Rebecca Benedict Heffener; † 24. Februar 2004 in San Diego, Kalifornien) war eine US-amerikanische Schauspielerin, die ihre Karriere in den 1930er und frühen 1940er Jahren hatte.

## Leben
Rebecca Benedict Heffener wuchs in ihrer Geburtsstadt York auf, ehe sie im Alter von 18 Jahren nach Hollywood zog, um dort eine Laufbahn als Schauspielerin zu beginnen. 1932 erhielt sie ihre erste kleine Rolle in Jewel Robbery, damals noch unter dem Künstlernamen Rebecca Wassem. Nach zwei Jahren Pause erhielt sie 1934 unter dem neuen Künstlernamen Sheila Darcy bessere Filmangebote und spielte 1935 ihre erste Hauptrolle. 1937 unterschrieb sie einen Vertrag bei Paramount Pictures.
Bekanntheit erlangte Darcy in den folgenden Jahren vor allem durch Auftritte in sogenannten Cliffhanger-Filmen. Unter anderem spielte sie die weibliche Hauptrolle in Zorros Rache aus dem Jahr 1939. Neben diesen Filmen wirkte Darcy als weibliche Hauptrolle in mehreren Western an der Seite von Ray Corrigan mit. 1941 beendete sie ihre Schauspielkarriere mit einem Auftritt in Jungle Man offiziell, übernahm jedoch 1951 noch eine kleine Nebenrolle im Western Tomahawk – Aufstand der Sioux.
Sheila Darcy war von 1946 bis zu dessen Tod im Jahr 1970 mit dem Schauspieler Preston Foster verheiratet. Sie lebte zuletzt in Kearny Mesa, einem Stadtteil von San Diego, wo sie am 24. Februar 2004 in einem Krankenhaus im Alter von 89 Jahren an Herzversagen starb. Darcy wurde an der Seite ihres Mannes auf dem El Camino Memorial Park Cemetery bestattet.

## Filmografie (Auswahl)
- 1932: Jewel Robbery
- 1934: Once to Every Woman
- 1935: Das Mädchen, das den Lord nicht wollte (The Gilded Lily)
- 1938: Illegal Traffic
- 1939: Der Mann mit der eisernen Maske (The Man in the Iron Mask)
- 1939: Union Pacific
- 1939: Irish Luck
- 1939: Zorros Rache (Zorro’s Fighting Legion)
- 1940: Terry and the Pirates
- 1941: Jungle Man
- 1941: Tumbledown Ranch in Arizona
- 1951: Tomahawk – Aufstand der Sioux (Tomahawk)